# Ebrima Manneh
Pour les articles homonymes, voir Manneh.
 (avril 2021).
Si vous disposez d'ouvrages ou d'articles de référence ou si vous connaissez des sites web de qualité traitant du thème abordé ici, merci de compléter l'article en donnant les références utiles à sa vérifiabilité et en les liant à la section « Notes et références ».
 (avril 2021).
Ebrima Manneh, né le 18 février 1978 à Lamin et mort en prison en 2008, est un journaliste gambien,. Il est journaliste au quotidien The Daily Observer jusqu'à sa mort.

## Biographie

### Disparition
L'organisation Reporters sans frontières exprime le 20 juillet 2006 sa préoccupation concernant la disparition de deux journalistes, dont Manneh. Selon un rapport, il est porté disparu depuis le 7 juillet 2006 et sa famille a laissé entendre que Manneh s'était échappé après son arrestation par la National Intelligence Agency (NIA) et se cachait depuis lors.
Le 11 juillet est aussi mentionné comme la date de l'enlèvement. Selon les informations de la Fondation des médias pour l'Afrique de l'Ouest (MFWA), Manneh a été arrêté le 11 juillet par deux agents en civil à la rédaction du Daily Observer à Bakau, arrêté par la NIA et détenu à la prison Mile 2 sans inculpation ni contact avec le monde extérieur. Selon la MFWA, Manneh est accusé en juillet 2006 lors du sommet de l'Union africaine à Banjul, une semaine avant son arrestation, d'avoir trouvé des informations «nuisibles» pour des journalistes étrangers. La NIA a nié l'arrestation de Manneh, selon la MFWA.

### Signes de vie à Fatoto
Le Gambia Echo rapporte le 13 janvier 2007 que Manneh était au poste de police de Fatoto en décembre 2006. Il aurait été détenu dans divers postes de police du pays au cours des cinq derniers mois, les trois derniers à Fatoto. Entre-temps, des organisations de défense des droits de l'homme, dont Reporters sans frontières, ont rédigé une pétition adressée au président de la Gambie, Yahya Jammeh, pour obtenir la libération de Manneh. Au cours des derniers mois, le gouvernement a continué de nier savoir quoi que ce soit sur les allées et venues de Manneh. Fin février 2007, un porte-parole de la police a parlé publiquement de l'affaire Manneh pour la première fois. La police a déclaré avoir reçu des déclarations pertinentes de la population concernant les allées et venues de Manneh.
Lorsqu'un journaliste enquête en avril 2007, Manneh n'est plus à Fatoto; on[Qui ?] dit qu'il a été relocalisé en février vers une destination inconnue. Alors que la police a déclaré qu'elle ne savait rien de lui, il a été suggéré qu'il avait été transféré à Kombo à l'époque.

### Poursuites devant la Cour de justice de la CEDEAO
La Fondation des médias pour l'Afrique de l'Ouest dépose une plainte contre le gouvernement gambien devant le tribunal de la CEDEAO à Abuja pour forcer la libération de Manneh. L'audience a lieu le 16 juillet 2007 et l'accusation est représentée par l'avocate nigériane Femi Falana. Les accusations sont fondées sur la violation de la loi en vertu des articles 4, 5 et 7 de la Charte africaine des droits de l'homme et des peuples. Il y a également violation de l'article 6 de la Charte africaine des droits de l'homme et des peuples, qui garantit leur droit à la liberté personnelle. Un représentant du gouvernement gambien ne se présente pas à la première audience, de sorte que l'affaire est reportée au 26 septembre 2007.

### Signes de vie à Banjul
En juillet 2007, le rédacteur en chef du Daily Observer et confident de Jammeh, Saja Taal, est également soupçonné d'être le cerveau derrière l'arrestation de Manneh.  Selon la présidente de l'Union de la presse gambienne, Madi Ceesay, Manneh est à l'époque le journaliste qui a été emprisonné le plus longtemps en Gambie. À la fin de juillet 2007, il est rapporté que Manneh a été vu au Royal Victoria Teaching Hospital (RVTH) de Banjul, censé recevoir un traitement contre l'hypertension. Il aurait ensuite été transféré dans une clinique militaire voisine.
Aucun représentant du gouvernement n'a comparu à l'audience de septembre, mais le verdict devait être approuvé en novembre de la même année. Fin septembre, la Fédération internationale des journalistes a exprimé sa crainte que Manneh n'ait été tué en prison et a exigé des preuves du contraire par le gouvernement gambien. Ils se sont appuyés sur ce qu'ils croyaient être une déclaration crédible d'un employé de la prison du mile 2. Manneh y aurait été emmené après son séjour au RVTH et aurait dit qu'il ne le reverrait plus le lendemain.
Trois témoins à charge ont été interrogés le jour du procès en novembre devant la Cour de la CEDEAO. La sentence n'aurait dû être annoncée que fin janvier. Mais en janvier, le tribunal est ajourné jusqu'au 13 mars 2008 pour entendre le témoignage des deux agents de la NIA qui auraient arrêté Manneh.
Peu de temps avant le procès en mars, il est annoncé que cinq témoins ont été invités à Abuja: trois forces de sécurité militaires et deux officiers de police de haut rang. N'ayant pas comparu à cette date, comme l'a fait un représentant du gouvernement, l'énoncé du verdict est reporté au 5 juin 2008. Le 10 mars, la NIA tente de kidnapper l'un des anciens témoins, le journaliste Yahya Dampha, dans son exil auu Sénégal. Dampha, qui a pu s'échapper, a déclaré avoir reçu des menaces téléphoniques au préalable, et il a également déclaré à la presse que ses voisins avaient été interrogés à son sujet.
Dans une décision historique, la Cour de justice de la CEDEAO a rendu un jugement le 5 juin 2007. Le verdict a jugé que l'arrestation du chef Ebrima Manneh était illégale et a ordonné sa libération immédiate. Le tribunal lui a également accordé 100 000 $ en dommages-intérêts. Le gouvernement gambien est resté silencieux sur l'affaire Manneh.

### Deuxième anniversaire de l'arrestation
À l'occasion du deuxième anniversaire de l'emprisonnement de Manneh, Momodou LK Sanneh, chef de l'opposition au Parlement, appelle le gouvernement en juillet 2008 à reconnaître la décision du tribunal et à libérer Manneh immédiatement. 
Le 6 avril 2009, la procureure générale et ministre de la Justice, Marie Saine-Firdaus, nie avoir davantage d'informations au Parlement sur le sort de Manneh. Des hommes politiques étrangers envoient une pétition en avril 2009.

Aux Amnesty International Media Awards 2009, Ebrima Manneh reçoit le prix spécial du journalisme par contumace. Yahya Jammeh commente pour la première fois l'affaire Manneh dans une interview en juillet 2009, en déclarant :
"Comment pouvons-nous libérer quelqu'un qui n'a pas été arrêté par nous."           
Edward Gomez, procureur général, continue de nier en octobre que l'État sait quoi que ce soit sur les allées et venues de Manneh. Le Forum des éditeurs africains (TAEF) décerne à Manneh le même mois le prix du héros du journalisme africain. Le 16 mars 2011, Jammeh aurait fait une déclaration aux représentants de la presse. À l'époque, il affirme que le gouvernement n'a rien à voir avec la mort du chef Manneh («Permettez-moi de préciser très clairement que le gouvernement n'a rien à voir avec la mort du chef Manneh»). Les rumeurs de la mort se sont répandues dès juin 2009.

## Postérité

### Rapports de presse sur sa mort
En mars 2019, le journal The Point rapporte que Manneh a perdu la vie à la mi-2008 alors qu'il était transporté d'un poste de police à l'hôpital de Diabugu Batapa. On dit qu'il a été enterré derrière le poste de police local.